# Relais 4 × 400 mètres mixte aux championnats du monde d'athlétisme 2019
Pour un article plus général, voir Championnats du monde d'athlétisme 2019.
Navigation
Eugene 2022
L'épreuve du relais 4 × 400 mètres mixte des championnats du monde de 2019 se déroule les 28 et 29 septembre 2019 dans le Khalifa International Stadium de Doha, au Qatar. Il s'agit de la première fois qu'une épreuve mixte est introduite aux mondiaux, bien qu'elle soit déjà présente dans le championnat de relais mondiaux de 2017.
Le relais mixte a ensuite été une épreuve aux Jeux olympiques de 2020.

## Résultats

### Finale
| Rang               | Couloir | Pays        | Athlètes                                                                                | Temps   | Notes |
| ------------------ | ------- | ----------- | --------------------------------------------------------------------------------------- | ------- | ----- |
| Médaille d'or      | 5       | États-Unis  | Wil London (H), Allyson Felix (F), Courtney Okolo (F), Michael Cherry (H)               | 3:09.34 | WR    |
| Médaille d'argent  | 4       | Jamaïque    | Nathon Allen (H), Roneisha McGregor (F), Tiffany James (F), Javon Francis (H)           | 3:11.78 |       |
| Médaille de bronze | 9       | Bahreïn     | Musa Isah (H), Aminat Yusuf Jamal (F), Salwa Eid Naser (F), Abbas Abubakar Abbas (H)    | 3:11.82 | AR    |
| 4                  | 3       | Royaume-Uni | Rabah Yousif (H), Zoey Clark (F), Emily Diamond (F), Martyn Rooney (H)                  | 3:12.27 | AR    |
| 5                  | 7       | Pologne     | Wiktor Suwara (H), Rafał Omelko (H), Iga Baumgart-Witan (F), Justyna Święty-Ersetic (F) | 3:12.33 | NR    |
| 6                  | 2       | Belgique    | Dylan Borlée (H), Hanne Claes (F), Camille Laus (F), Kevin Borlée (H)                   | 3:14.22 | NR    |
| 7                  | 8       | Inde        | Mohammad Anas (H), V. K. Vismaya (F), Jisna Mathew (F), Noah Nirmal Tom (H)             | 3:15.77 |       |
| 8                  | 6       | Brésil      | Lucas Carvalho (H), Tiffani Marinho (F), Geisa Coutinho (F), Alexander Russo (H)        | 3:16.22 |       |

### Séries
Les 3 premiers de chaque série (Q) et les 2 meilleurs temps (q) se qualifient pour la finale.
| Rang | Série | Couloir | Pays        | Athlètes                                                                                 | Temps   | Notes |
| ---- | ----- | ------- | ----------- | ---------------------------------------------------------------------------------------- | ------- | ----- |
| 1    | 1     | 6       | États-Unis  | Tyrell Richard (H), Jessica Beard (F), Jasmine Blocker (F), Obi Igbokwe (H)              | 3:12.42 | Q, WR |
| 2    | 1     | 7       | Jamaïque    | Nathon Allen (H), Janieve Russell (F), Roneisha McGregor (F), Javon Francis (H)          | 3:12.73 | Q, NR |
| 3    | 1     | 2       | Bahreïn     | Musa Isah (H), Aminat Yusuf Jamal (F), Salwa Eid Naser (F), Abbas Abubakar Abbas (H)     | 3:12.74 | Q, AR |
| 4    | 1     | 8       | Royaume-Uni | Rabah Yousif (H), Zoey Clark (F), Emily Diamond (F), Martyn Rooney (H)                   | 3:12.80 | q, AR |
| 5    | 2     | 8       | Pologne     | Wiktor Suwara (H), Anna Kiełbasińska (F), Małgorzata Hołub-Kowalik (F), Rafał Omelko (H) | 3:15.47 | Q     |
| 6    | 2     | 3       | Brésil      | Anderson Henriques (H), Tiffani Marinho (F), Geisa Coutinho (F), Lucas Carvalho (H)      | 3:16.12 | Q, AR |
| 7    | 2     | 2       | Inde        | Mohammad Anas (H), V. K. Vismaya (F), Jisna Mathew (F), Noah Nirmal Tom (H)              | 3:16.14 | Q     |
| 8    | 2     | 6       | Belgique    | Robin Vanderbemden (H), Camille Laus (F), Imke Vervaet (F), Dylan Borlée (H)             | 3:16.16 | q, NR |
| 9    | 2     | 6       | Italie      | Edoardo Scotti (H), Giancarla Trevisan (F), Raphaela Lukudo (F), Brayan Lopez (H)        | 3:16.52 |       |
| 10   | 1     | 9       | Canada      | Austin Cole (H), Aiyanna Stiverne (F), Madeline Price (F), Philip Osei (H)               | 3:16.76 | NR    |
| 11   | 2     | 7       | Kenya       | Alphas Kishoyian (H), Gladys Musyoki (F), Mary Moraa (F), Alex Sampao (H)                | 3:17.09 |       |
| 12   | 1     | 4       | France      | Mame-Ibra Anne (H), Amandine Brossier (F), Agnès Raharolahy (F), Thomas Jordier (H)      | 3:17.17 | NR    |
| 13   | 1     | 3       | Ukraine     | Danylo Danylenko (H), Tetyana Melnyk (F), Kateryna Klymiouk (F), Oleksiy Pozdnyakov (H)  | 3:17.50 |       |
| 14   | 2     | 4       | Allemagne   | Marvin Schlegel (H), Luna Bulmahn (F), Karolina Pahlitzsch (F), Manuel Sanders (H)       | 3:17.85 |       |
| 15   | 1     | 5       | Tchéquie    | Jan Tesař (H), Lada Vondrová (F), Tereza Petržilková (F), Patrik Šorm (H)                | 3:18.01 |       |
| 16   | 2     | 9       | Japon       | Seika Aoyama (F), Kōta Wakabayashi (H), Tomoya Tamura (H), Saki Takashima (F)            | 3:18.77 | NR    |

## Légende
Records et Performances
- AR : Record continental (area record)
- CR : Record des championnats (championship record)
- MR : Record du meeting (meet record)
- NR : Record national (national record)
- OR : Record olympique (olympic record)
- PR : Record paralympique (paralympic record)
- PB : Record personnel (personal best)
- SB : Meilleure performance personnelle de la saison (season's best)
- WL : Meilleure performance mondiale de l'année (world leader)
- WJR : Record du monde junior (world junior record)
- WR : Record du monde (world record)

Circonstances et Conditions
- DNF : N'a pas terminé (did not finish)
- DNS : N'a pas pris le départ (did not start)
- DQ : Disqualification (disqualification)
- NM : Aucun essai valable enregistré (No Mark)
- Q : Qualifié « directement » au prochain tour (ou à la prochaine compétition), lors d'une compétition majeure, grâce au classement ou à la réalisation des minima (automatic qualifier)
- q : Qualifié au prochain tour (ou à la prochaine compétition), lors d'une compétition majeure, grâce au repêchage ou à la réalisation de l'une des meilleures performances parmi celles des « non qualifiés directement » (grâce au meilleur temps ou à la meilleure distance par exemple) (secondary qualifier)